# 秘魯鯨屬
秘魯鯨屬是已滅絕的龍王鯨類，也是該類群目前發現體型最大的成員，也是始新世最大的鲸类。該屬已知的唯一物種是模式种巨像秘魯鯨（學名：P. colossus，俗稱“秘鲁巨鲸”），化石發現於秘魯南部的始新世中期地層。
早期研究认为巨像秘魯鯨在骨骼密度極高的情況下有著相當大的體型，其體重估计介於85–340吨，上限值與現代最重的動物藍鯨相近，但有些學者對此持保留態度。其生活習性有待進一步研究，但可能是移動緩慢的淺海物種，並以底栖的甲壳动物和软体动物为食。但最近的研究则认为秘鲁鲸的体重可能比先前的研究中认为的要轻的多。

## 發現與命名
秘魯鯨的發現源於2006年起，在秘魯伊卡大區伊卡省開展的一系列考察活動。2010年，古脊椎動物學家烏爾比納（Mario Urbina）在伊卡省南部的薩馬卡（Zamaca）挖出秘魯鯨的模式標本，由於化石出露部分的形狀相當怪異，考察隊的其他成員起初不認為這是化石，仔細觀察一番後，才確認其確實為動物的骨骼。這批化石後來花了十年才完全從始新世巴爾頓期形成的帕拉卡斯層（Paracas Formation）雅馬奎段（Yumaque Member）出土，並由烏爾比納與比亞努奇（Giovanni Bianucci）等多位古脊椎動物學家鑑定為鯨類的化石，包含13塊椎骨、4根肋骨和骨盆區域的部分骨骼，均屬於同一個體。
這件化石被列為國立聖馬爾科斯大學自然史博物館的館藏（編號MUSM 3248），烏爾比納即任職於該博物館。他也在2023年協同比亞努奇等人，在《自然》期刊以新屬、新物種巨像秘魯鯨（Perucetus colossus）之地位發表這件化石。屬名由化石發現國秘魯“Peru”與拉丁文中的鯨“cetus”組成，種加詞則來自古希腊语（kolossós），本意為巨大的雕像，引申為體型、質量巨大的生物，形容其異常龐大的體型。《自然》期刊在網路上刊出秘魯鯨論文的當天，國立聖馬爾科斯大學自然史博物館也特地向媒體展示了這批化石。

## 形態描述
礙於秘鲁鲸的化石材料有限，參考的近親物種不同，估算出的秘魯鯨全長也不同。依據辛西婭鯨（具20節胸椎和17節腰椎）重建的秘魯鯨全長為20.0米，依據伊西斯龍王鯨（共18節胸椎和19節腰椎）和硬齒鯨（共17節胸椎和20節腰椎）重建的秘魯鯨全長則為20.1米，而若參考龍王鯨科中椎骨最少的厚鯨，重建的秘魯鯨全長僅有17.0米。
秘魯鯨的髖骨極度縮小，但和鯨類祖先一樣仍保有發達的髖臼。其髖骨形態有別於龍王鯨，同時髂骨近端明顯比其他大洋鯨類更粗壯。如同龍王鯨亞科和厚鯨亞科，秘魯鯨的腰椎椎體也有延長的現象，但椎體的長寬比並非這三個類群之最。肋骨與龍王鯨相似，末端较大而呈棒状。
秘魯鯨最具代表性的特徵，是其骨骼肥厚化與骨量增加（bone mass increase，以下簡稱BMI）的現象。厚鯨亞科和海牛等海洋哺乳動物都存在這兩個趨勢，但都不如秘魯鯨來得極端。骨骼肥厚化使秘魯鯨的椎骨具有特大的體積，以一頭長25公尺的藍鯨為例，其最大椎骨的體積僅有秘魯鯨的一半。秘魯鯨的BMI也反映在骨骼的显微解剖结构上，其肋骨為完全致密的骨头，不像其他动物骨骼具有骨髓腔。比亞努奇等人認為，秘魯鯨的BMI程度在已發現的骨骼中一致，且類似的現象也在其近親身上出現，因此這種極端的BMI並不是病變。模式標本具有相當狭窄的血管溝，不仅代表該個體已經成年，也顯示秘魯鯨本就相當緻密的骨骼，到了成年時會變得更加緻密。
比亞努奇等人指出，秘魯鯨的體重相當不易估算，其中一個原因是秘魯鯨可能擁有大量的鯨脂，其密度在羊膜動物的軟組織中是數一數二的低，有助於平衡肥厚而緻密的骨骼所伴隨的浮力減損，因此單憑骨骼重計算體重不見得準確。為此，他們分別參考兩類現生的海洋哺乳動物來重建秘魯鯨的體型：BMI格外顯著，骨骼重占體重比例較大的海牛，以及具有大量鯨脂，導致骨骼重占體重比例較小的鯨豚。依據成年海牛計算，可得秘魯鯨的體重下限為85噸。按骨骼重占體重比例最小的鯨類热氏中喙鯨估算，可得其體重上限為340噸。若取現生鯨豚骨骼重占體重的平均比例來估算，則秘魯鯨的體重為180噸。他們也計算出秘魯鯨的骨架重5.3–7.6噸，是一頭25公尺長藍鯨的2到3倍重。這也說明，雖然秘魯鯨不比現生的藍鯨長，但可能比藍鯨更重。
未參與發表秘魯鯨的古脊椎動物學家派恩森則認為，儘管秘魯鯨無疑是龐然大物，但要斷定其體重凌駕藍鯨仍言之過早。秘魯鯨的前半部骨骼仍未發現，因此無從確知秘魯鯨的體型，加上龍王鯨類的頭身比不同於現代的鯨類，在同等體長下，龍王鯨類可能比現生鯨豚還輕。他對比亞努奇等人計算出的340噸存疑，即便是60至80噸的體重，在他看來都已經是極大的數字。

## 系統分類
秘魯鯨具有相當多節腰椎（至少11節），腰椎及胸椎椎體的接面接近圓形，同時髋骨大幅縮小，這些都是大洋鯨類（Pelagiceti）的特徵。發達的髖臼則與大洋鯨類的龍王鯨類（如龍王鯨、厚鯨、辛西娅鲸和金骨鯨）和雅諾鯨類（如齒鬚鯨）相近，但在髂骨近端的形態、髖骨形狀及閉孔的大小、腰椎椎體的長寬比等方面，都較接近龍王鯨類，因此被歸為龍王鯨科的成員。

## 古生物學

### 棲息環境
秘魯鯨體型巨大、骨密度極高，不可能是陸生動物。秘魯鯨高度緻密化和粗壯化的骨骼有助於控制浮力，說明它可能是生活於淺海中的海洋哺乳動物，如同現代的海牛。又大又重的軀體使秘魯鯨可能像大海牛一樣，能在更洶湧的海域抵禦海浪的衝擊。這也與過去認為龍王鯨類偏好近岸水域的觀點一致。

### 運動模式
儘管現有的化石不足以準確重建出秘魯鯨的運動模式，比亞努奇等人仍提出了一些可能。秘魯鯨具有細長的椎體，可能同海牛一樣通過上下襬動尾部游泳前進，這與其生活在淺海而非遠洋的推論一致。秘魯鯨的巨大的椎骨尺寸和橫突的形狀也限制了其尾部擺動的模式，秘魯鯨的身軀不適合往背側或朝左右兩側彎曲，但適合往腹側彎曲，這可能表示秘魯鯨在游動時，尾部只能緩慢的上下擺動，不及其近親龍王鯨那樣靈活，善於腹向彎曲的身軀可能也有助於推離海床，對於浮上海面呼吸至關重要。骨骼肥厚化與巨型化的關聯尚屬未知，但可能與游動伴隨的能量消耗，以及長時間憋氣有關。

### 食性
秘魯鯨的頭骨化石目前仍未發現，現有化石提供的資訊也十分有限，故其食性仍未可知。雖然秘魯鯨的顱後特徵與海牛類有諸多相似，但鑑於已知的鯨類都不是植食性動物，秘魯鯨不太可能像海牛一樣以植物或藻類為主食。比亞努奇等人認為，秘魯鯨可能像現代的灰鯨一樣，以吸食或濾食的方式取食甲殼類、軟體動物等底棲生物，或像底層區的大型鯊魚一樣是食腐動物。